# Doblas
Doblas är en ort i Argentina.   Den ligger i provinsen La Pampa, i den centrala delen av landet, 600 km sydväst om huvudstaden Buenos Aires. Doblas ligger 161 meter över havet och antalet invånare är 1 860.
Terrängen runt Doblas är mycket platt, och sluttar österut. Runt Doblas är det mycket glesbefolkat, med 3 invånare per kvadratkilometer..
Omgivningarna runt Doblas är i huvudsak ett öppet busklandskap.